# Ghost Town (canção de Adam Lambert)
Ghost Town (em português: Cidade fantasma) é uma canção escrita pelo cantor estadounidense Adam Lambert para seu terceiro álbum de estudo, The Original High. Foi lançada como o primeiro single do álbum o 21 de abril de 2015.

## Antecedentes
Em julho de 2013, foi anunciada a notícia de que Lambert tinha saído de sua discográfica depois de quatro anos, RCA Records, devido a "diferenças criativas" e que a discográfica o empurrou a gravar um álbum com covers dos anos 1980. No dia após seu anunciamento, Lambert foi contactado por Warner Bros. Records. Um acordo com a discográfica foi confirmado por Billboard em janeiro de 2015, junto com notícias de seu próximo álbum será produzido por Max Martin e Shellback e estava programado para lançar no verão de 2015. A composição para o álbum começou no final de 2014, com a gravação tomando lugar entre 2014 e 2015 no lugar de nascimento dos produtores, na Suécia.
Lambert primeiro revelou o título de seu álbum nas redes sociais o 29 de janeiro de 2015, no dia de seu aniversário. Em março de 2015, ele deu a conhecer detalhes adicionais com respeito à direcção musical do álbum numa entrevista com a revista Hunger TV. Descrevendo o estilo de seu álbum como menos "cafona" e teatral que seu material prévio, Lambert também identificou o género do álbum como "definitivamente pop mas não ao estilo chiclete". Lambert revelou a capa do single o 16 de abril de 2015.

## Composição
Jason Lipshutz, um escritor de Billboard, notou que "Ghost Town" começa com "um apito do Velho oeste, que une acordes de guitarra com o eletrônico". Os críticos de música notaram a semelhança entre a canção de Adam e a de Madonna, Ghosttown, devido à semelhança entre os títulos e a proximidade dos lançamentos das canções. Lambert surpreendeu-se ao saber que Madonna também tinha uma canção com o mesmo título, mas ele disse: "A sua é como uma canção de amor pós-apocalíptico, a médio tempo, e o meu é como uma dança existencial gótica. De modo que são dois temas diferentes - que só compartilham um título".

## Recepção crítica
Rob Copsey de Official Charts Company chamou a Ghost Town como "um regresso triunfal ... o tipo de canção que te obriga a se sentar e tomar nota." Lipshutz de Billboard comentou que "a pista poderia utilizar um impulso de energia maior, ainda que a casa escura fica bem com o traje de Lambert". Jon Caramanica de The New York Times disse que: "talvez é seu melhor singelo até a data ... [Lambert] converte-se numa diva da casa, cantando com precisão e ambição, mas ao serviço da canção".

## Desempenho comercial
"Ghost Town" entrou na lista UK Singles, no número 82. Na semana seguinte, a canção atingiu à posição 71 com 5.637 cópias vendidas.

## Vídeoclipe
O vídeo musical de acompanhamento para "Ghost Town" foi dirigido por Hype Williams e estreado o 29 de abril de 2015.

## Shows ao Vivo
O 1° de maio de 2015, Lambert interpretou "Ghost Town" ao vivo pela primeira vez, produzindo um conjunto totalmente branco, em The Ellen Degeneres Show. De acordo com a revista Billboard, a atuação foi "inesquecível" e é "um perfeito complemento para o vídeo oficial" da canção.
O 5 de junho de 2015, Lambert interpretou "Ghost Town" na televisão holandesa durante o programa RTL Late Night, e o 6 de junho de 2015, em Finlândia durante o concerto "Live Aid Uusi Lastensairaala".
Actuações ao vivo adicionais incluíram o 15 de junho de 2015 durante o programa The Tonight Show Starring Jimmy Fallon e em Live With Kelly And Michael, o qual foi gravado o 16 de junho de 2015 e saiu ao ar na manhã do 19 de junho de 2015.
O 19 de junho de 2015, Lambert interpretou "Ghost Town" como parte da série de concertos de verão de Good Morning America no Central Park.
A canção foi interpretada durante turnê sulamericana 2015 de Queen + Adam Lambert. A versão inclui mais guitarra.

## Ligações externos
- Letra da canção em MetroLyrics